# Merit-Ptah
Merit-Ptah era cantora del déu Amon. Va ser enterrada a la tomba TT. 55. Sheik Abd el-Qurna, a la necròpolis tebana, amb el seu espòs, Ramose, governador de Tebes i visir durant els regnats d'Amenhotep III i d'Amenhotep IV (Akhenaton). Entre les seves titulacions també figurava la de la senyora de la casa, entesa com a la persona que governava la llar d'una de les famílies més rellevants del país.
En la seva condició de cantora, sabia salmodiar els textos sagrats que s'acostumaven a acompanyar amb la música d'instruments interpretats per la mateixa cantora. A Tebes, durant l'Imperi Nou, les dones de l'alta societat eren sobretot cantores d'Amon, el déu principal, però podien ser-ho d'altres divinitats. La reina estava al capdavant d'aquestes comunitats femenines com a primera instrumentista del regne.
El seu nom, que significa estimada per Ptah, ha estat equívocament relacionat amb la primera dona metge de la història a causa de la confusió que va generar la feminista i doctora Kate Campbell Hurd-Mead als anys 30, que segurament la va confondre amb Peseshet, un personatge de la V dinastia que sí va exercir la medicina. La seva titulatura' imy-t-rA swnw.t Hm.w kA' significaria, segons algunes fonts, 'directora de les metgesses i dels sacerdots del ka'. Una estela a la tomba del seu fill, el metge Akhethotep, a la necròpolis de Guiza, ha permès conèixer de la seva existència.